# Comuna Huciîn, Ripkî
Huciîn (în ucraineană Гучин) este o comună în raionul Ripkî, regiunea Cernihiv, Ucraina, formată din satele Huciîn (reședința), Iamîșce și Trudove.

## Demografie
Componența lingvistică a comunei Huciîn
     Ucraineană (96,17%)
     Rusă (3,67%)
     Alte limbi (0,16%)
Conform recensământului din 2001, majoritatea populației comunei Huciîn era vorbitoare de ucraineană (96,17%), existând în minoritate și vorbitori de rusă (3,67%).